# Northrop Grumman LEMV
Das Northrop Grumman LEMV (Long Endurance Multi-Intelligence Vehicle) ist ein Hybridluftschiff, das für das US-Heer entwickelt wurde. Frühere US-Militärluftschiffe waren vor allem von der Marine betrieben worden. Nach der Erprobungsphase sollte das Luftschiff mit Kommunikations-, Aufklärungs- und Überwachungssystemen ausgestattet werden, um unbemannt mit Langzeiteinsätzen in Kriegsgebieten Überwachungsaufgaben für Bodentruppen durchzuführen. Nach einem ersten erfolgreichen Testflug im August 2012 entschied das US-amerikanische Militär, das Projekt wegen Budgetkürzungen sowie technologischen Problemen und nicht zufriedenstellender Leistung einzustellen.

## Geschichte
Das Luftschiff wurde im Auftrag von Northrop Grumman durch die britische Firma Hybrid Air Vehicles (HAV) innerhalb von zwei Jahren entwickelt und gebaut. Es sollte im mittleren Osten als Aufklärungsplattform zum Einsatz kommen. Dafür sollten unter anderem optische-, Infrarot- und Radarsensoren integriert werden. Die US-Armee hat am 14. Juni 2010 offiziell drei Luftschiffe für einen Preis von 500 Millionen US-Dollar bestellt.
Der 90-minütige Erstflug fand am 7. August 2012 auf dem geschichtsreichen Luftschiffgelände in Lakehurst statt. Während des Testfluges wurden alle Anforderungen erfüllt, sodass davon ausgegangen wurde, das LEMV im Frühjahr 2013 nach Afghanistan verlegen zu können.
Ungeachtet des erfolgreichen Erstflugs teilte das US-Militär nur zwei Monate später mit, dass Bedenken vorherrschen würden, das Luftschiff operativ im Kriegsgebiet einzusetzen. Neben Sicherheitsbedenken, der Problematik des Transports nach Afghanistan, komme zudem ein weiterhin unklarer Zeitplan der Entwicklung hinzu. Auf Basis dieser Kritik wurde das Luftschiffprojekt am 14. Februar 2013 offiziell beendet.
Das LEMV war während seiner relativ kurzen Existenz das zu dieser Zeit größte Luftschiff. Es war sowohl für den bemannten, als auch für den autonomen Betrieb ausgelegt. Nach dem offiziellen Projektabbruch kaufte Hybrid Air Vehicles die Rechte am Luftschiff und den Prototypen zurück. Insbesondere Anfragen für die Nutzung in der Öl- oder Gasindustrie veranlassten das Unternehmen, Pläne für eine kommerzielle Nutzung zu erstellen und das Projekt als Airlander fortzuführen.

## Technische Daten
Das LEMV ist ein Hybridluftschiff und wird von Dieselmotoren des deutschen Herstellers Thielert angetrieben. Der Verbrauch soll dabei nur zehn Prozent vergleichbarer Fluggeräte betragen. Die Hauptverwendung sollte in der Aufklärung liegen und die Fluggeräte nach Abschluss der Testphase mit Überwachungsausrüstung ausgestattet werden. Das Luftschiff soll nach Herstellerangaben jedoch auch als Frachtluftschiff einsetzbar sein und dabei bis zu sieben Tonnen Fracht transportieren können. Das Verhältnis von statischem zu dynamischem Auftrieb wird mit 80:20 angegeben.
| Kenngröße              | Daten                                                                                      |
| ---------------------- | ------------------------------------------------------------------------------------------ |
| Besatzung              | sowohl bemannt, als auch unbemannt                                                         |
| Länge                  | 92 m                                                                                       |
| Breite                 | 34 m                                                                                       |
| Höhe                   | 25,70 m                                                                                    |
| Hüllenvolumen          | 38.000 m³                                                                                  |
| Antrieb                | 4× Dieselmotor, Thielert Centurion 4.0 (220 kW)                                            |
| Höchstgeschwindigkeit  | 150 km/h (80 kt)                                                                           |
| Mindestgeschwindigkeit | 56 km/h (30 kt)                                                                            |
| maximale Flugdauer     | 21 Tage bei 1.250 kg Beladung mit Intelligence, Surveillance and Reconnaissance-Ausrüstung |
| maximales Ladevolumen  | 76 m³                                                                                      |
| maximale Nutzlast      | 7.000 kg (bei 4.400 km und 56 km/h) (6.810 kg (15.000 lbs) in Schwerlastkonfiguration)     |
| Dienstgipfelhöhe       | 6.700 m (20.000 ft)                                                                        |
| Reichweite             | 2.800 bis 4.450 km (1.500 sm bis 2.400 sm)                                                 |
| Leermasse              | k. A.                                                                                      |